# 薄扶林村

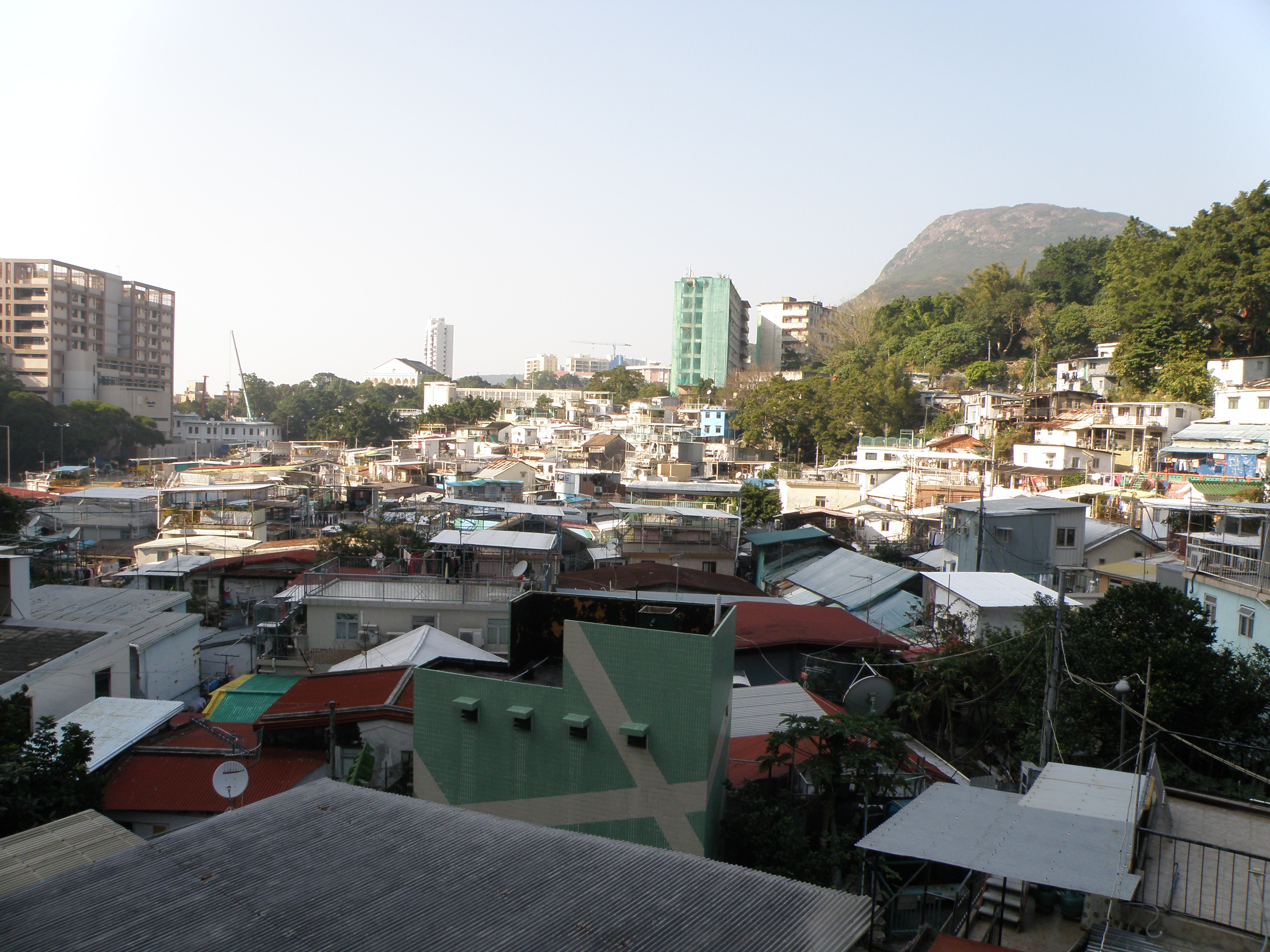
薄扶林村全貌

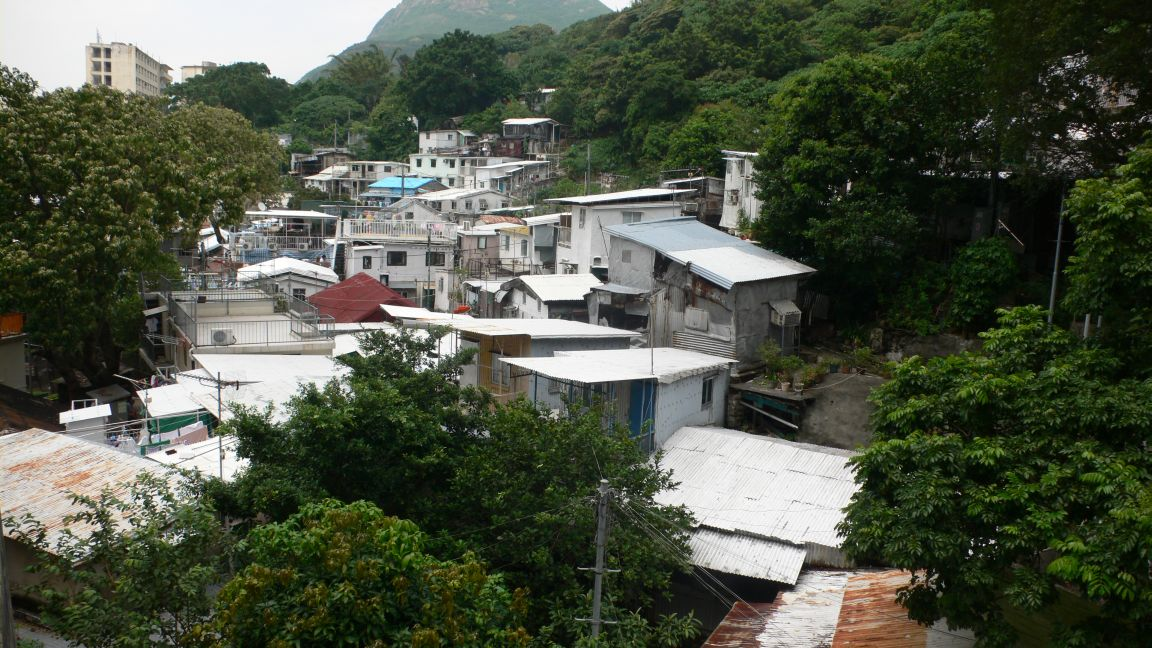
薄扶林村

薄扶林村是香港一個歷史悠久的鄉村，位於香港島薄扶林，在置富花園旁，大約在17世紀已經建村，而當時香港島尚未開埠，所以有「未有香港，便先有薄扶林村」的說法。
2013年10月9日世界文物建築基金會公布2014年監察名單，香港薄扶林村成為唯一入選的中國文化遺產，顯示薄扶林村正受社會、政治、經濟變遷的威脅。世界歷史遺跡監察名單1996年起推出，兩年公布一次，這是首次有香港歷史遺跡入選。有形的遺產包括傳統村莊房子、村莊設置、李靈仙姐塔、牛屎湖等。無形的遺產包括李靈仙姐誕、薄扶林村舞火龍等。其中薄扶林村舞火龍在2017年獲列入《香港非物質文化遺產清單》。
一些史學家和文化遺產專家把薄扶林村視為「香港島唯一的傳統鄉村」。這也許是因為現今只有在薄扶林村才能發現原居民的後裔聚居的原因。薄扶林村是薄扶林文化風景的一部分。除那些法定／暫定古跡以外（杜格拉斯堡、伯大尼修院、譚雅士大宅等）在薄扶林, 還有不少有無形和有形的遺產在薄扶林村。然而，當地居民過去曾多次要求政府給予跟新界原居民等同的權益，但被政府拒絕之餘，還面臨被清拆的命運。

## 歷史
清朝康熙年間三藩之亂時約有二千餘人從中國大陸逃難到此，成為香港島的原居民。早期村民以陳姓、黃姓、羅姓、甘姓人士為主，以務農為生。嘉慶二十四年（1819年）編纂的《新安縣志》，曾經提及薄扶林村是港島上的三條村落之一（另兩條為赤柱村及香港圍），更被形容為「依山傍澗，結構頗雅」。
1886年，牛奶公司成立，公司在薄扶林村附近興建牧場飼養乳牛，由於需要大量人手，因此帶動村內人口迅速增加，各式商店如街市等應運而生，形成一個小社區。牧場關閉後，村民人數漸減，不少店舖相繼結業，但薄扶林村本身的傳統文化就一直留傳至今。
第二次世界大戰後，大量難民從中國大陸避難到此，使村內的居民數目由原來的20多戶增至超過100戶，原有的菜園也逐漸發展為房屋。隨著香港1980年代經濟起飛，村內的居民才開始減少，但目前仍有不少村民居住於村內。

## 建築
薄扶林村分為三個部份：中部為「圍仔」，南部為「菜園」，村尾為「龍仔督」。薄扶林村內的房屋，以磚屋及鐵皮屋為主。此外，村內有一座具特色的塔，名為李靈仙姐塔，是一座高約5米的靈塔，估計建於1916年。